# Parafia św. Anny i św. Joachima w Suchym Dębie
Parafia Świętej Anny i Świętego Joachima w Suchym Dębie należy do Dekanatu Żuławy Steblewskie archidiecezji gdańskiej. Została założona w 1979. Mieści się przy ulicy Sportowej. Prowadzą ją księża archidiecezjalni.
Do parafii należy także kaplica filialna pw. Świętej Trójcy w pobliskich Grabinach-Zameczku mieszcząca się w pozostałościach zamku krzyżackiego przebudowanego na dom mieszkalny.